# Daphoenositta
Daphoenositta De Vis, 1897 è un genere di uccelli passeriformi, l'unico ascritto alla famiglia Neosittidae.

## Etimologia
Il nome scientifico del genere, Daphoenositta, deriva dall'unione della parola greca δαφοινος (daphoinos, "sporco di sangue") con Sitta, in riferimento alle aree di colore rosso scuro nella livrea delle specie ascritte ed alla loro somiglianza col picchio muratore nostrano.

## Descrizione

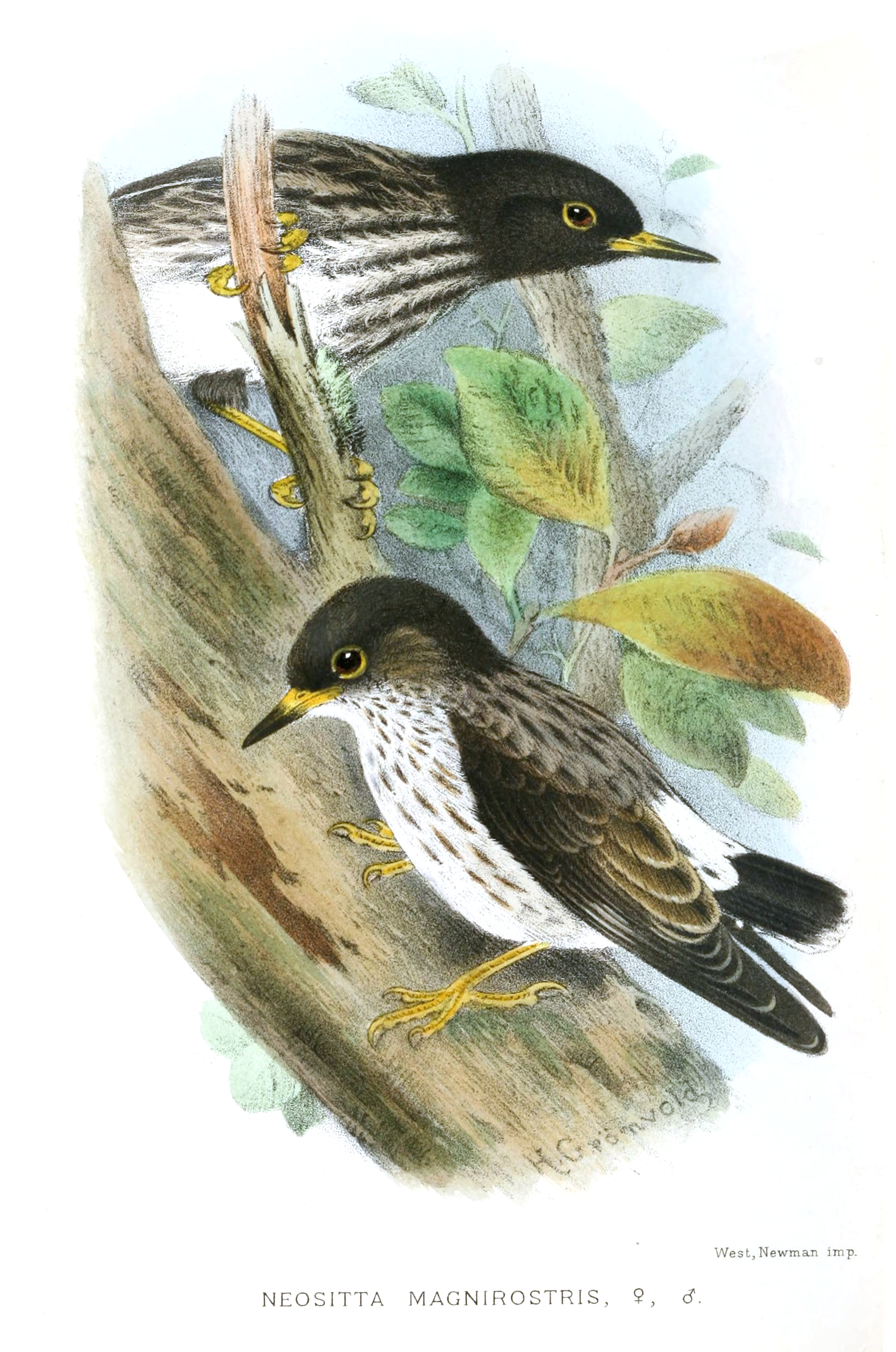
D. chrysoptera.

Il genere comprende specie di piccole dimensioni (10–14 cm), dall'aspetto tozzo e paffuto, munite di grossa testa squadrata con grandi occhi, corto collo (sicché la testa appare direttamente incassata nel tronco), becco sottile e allungato, zampe corte ma grandi con lunghe dita e forti artigli: la coda è molto corta e squadrata, mentre le ali sono lunghe (sebbene si tratti di volatori mediocri), larghe e digitate.

Nel complesso, come del resto risulta intuibile dal nome stesso del genere, le specie di Daphoenositta ricordano molto i picchi muratori.
Il piumaggio si presenta piuttosto variabile nelle varie specie e soprattutto nelle sottospecie, mantenendosi tuttavia generalmente nero su testa e area dorsale e più chiaro in quella ventrale, con presenza di aree di colore rosso scuro su sottocoda, testa o dorso.

## Biologia
Si tratta di uccelli sociali, che vivono in gruppi familiari e delimitano un proprio territorio: si muovono quasi sempre in gruppo e solo raramente in coppie, quasi mai da soli. Essi passano gran parte del tempo alla ricerca di cibo nella canopia fra i rami orizzontali, sondando i buchi e le spaccature dei tronchi alla ricerca di cibo, costituito in massima parte da invertebrati e dalle loro larve: le sittelle sono solite utilizzare le grosse zampe (che, a dispetto della robustezza, non le rendono dei grandi scalatori, a differenza dei picchi muratori ai quali sono state a lungo associate) per manipolare il cibo in maniera stranamente simile a quanto fanno i pappagalli, e sono inoltre state a più riprese osservate mentre si servivano di attrezzi (come stecchetti) per stanare le proprie prede.
La nidificazione avviene alla fine della stagione delle piogge: si tratta di uccelli monogami, che costruiscono nidi a coppa sui grossi eucalipti, nei quali più di una coppia depone le uova, e nei quali tutti i membri del gruppo collaborano nella cova e nell'allevamento della prole.

## Distribuzione e habitat
Le tre specie ascritte al genere hanno distribuzione australo-papuana, con due specie diffuse nella catena montuosa centrale della Nuova Guinea ed una che colonizza gran parte dell'Australia: si tratta di abitatori della foresta pluviale, con la specie australiana che favorisce le zone di foresta secondaria non troppo fitta e quelle neoguineane che prediligono le inaccessibili foreste montane e quelle nebulose.

## Tassonomia

D. chrysoptera ssp. leucocephala.

Al genere vengono ascritte tre specie:
Famiglia Neosittidae
- Genere Daphoenositta
  - Daphoenositta chrysoptera (Latham, 1801) - sittella varia
  - Daphoenositta papuensis (Schlegel, 1871) - sittella papua
  - Daphoenositta miranda De Vis, 1897 - sittella nera

La sistematica del genere è stata piuttosto tormentata: per lungo tempo, infatti, i membri della famiglia sono stati classificati fra i Sittidae, in virtù delle similitudini morfologiche. Tuttavia, alcune considerevoli differenze comportamentali (nidificazione in nidi a coppa anziché in cavità, gregarietà) e morfologiche (la muscolatura delle zampe posteriori conformata in maniera simile ai melifagidi) hanno sempre suscitato dei dubbi nella loro effettiva affinità con tale famiglia, causando a partire dagli anni '60 una serie di riclassificazioni da cui sono conseguiti spostamenti di volta in volta nel taxon contenitore dei Timaliidae e fra i Certhiidae prima e (in base al colore delle uova, alla struttura del nido e piumaggio dei pulli) fra i Climacteridae poi. In seguito ad analisi del DNA, venne evidenziata la basalità delle sittelle in seno ai passeriformi, nell'ambito dei quali esse rappresentano un clade basale della radiazione evolutiva australo-papuana dei Corvida: tale basalità è stata confermata anche da analisi cladistiche successive, e pertanto esse vengono attualmente classificate in una propria famiglia monotipica, vicina ad altre famiglie spiccatamente oceaniane come Mohouidae (coi quali formano un clade), Melanocharitidae e Pachycephalidae.
Attualmente monotipica, la famiglia Neosittidae in passato comprendeva due generi, Daphoenositta appunto (la sittella nera) e Neositta (la sittella varia, della quale la sittella papua veniva considerata una sottospecie): quando i due generi vennero accorpati, il nome di quello istituito per primo fu l'unico a rimanere in uso (come da prassi nella tassonomia per il principio di priorità), mentre il termine Neositta rimase nel nome della famiglia.